# Plebejus chiyodaensis
Plebejus chiyodaensis är en fjärilsart som beskrevs av Siuiti Murayama 1963. Plebejus chiyodaensis ingår i släktet Plebejus och familjen juvelvingar. Inga underarter finns listade i Catalogue of Life.